# Sognando il ring
Sognando il ring (The Main Event) è un film del 2020 diretto da Jay Karas prodotto dai WWE Studios e distribuito su Netflix
Il 10 aprile 2020.

## Trama
Con i poteri speciali di una maschera magica, un giovane fan del wrestling scatena il caos partecipando a una competizione e affrontando un rivale minaccioso.

## Produzione
Nel giugno 2019, è stato annunciato che la produzione del film sarebbe iniziata in settimana a Vancouver.  Inoltre, è stato annunciato che Seth Carr, Tichina Arnold, Ken Marino e Adam Pally avrebbero recitato nel film, insieme a wrestler come The Miz, Kofi Kingston, Otis, Keith Lee e Sheamus. Successivamente, è stato annunciato che avrebbero preso parte al film i due commentatori Renee Young e Corey Graves.

## Accoglienza
Sul sito web delle recensioni Rotten Tomatoes, il film ha una valutazione di approvazione del 29% basata su 17 recensioni e una valutazione media di 4,97 su 10. Su Metacritic, il film ha un punteggio medio ponderato di 53 su 100, basato su 6 critici, che indica "recensioni contrastanti o medie".